# Савино, Сандра
Сандра Савино (итал. Sandra Savino, родилась 7 февраля 1960 года в Триесте) — итальянский политик, депутат Палаты депутатов Италии от партии «Вперёд, Италия».

## Биография
Окончила инженерно-экономический колледж. Частный предприниматель. 19 марта 2013 года по итогам парламентских выборов избрана в Палату депутатов Италии от избирательного округа Фриули—Венеция Джулия по списку партии «Народ свободы». С 16 ноября 2013 года состоит в партии «Вперёд, Италия», образовавшейся после распада «Народа свободы». Заседает в VI комиссии (по финансированию) с 7 мая 2013 года.